# Rodrigo Teixeira
Rodrigo Abreu Teixeira (Rio de Janeiro, 02 de dezembro de 1976) é um premiado produtor de cinema e empresário brasileiro. Nascido no Rio e criado em São Paulo, se destaca como um dos únicos produtores brasileiros com ampla produção internacional. Produziu em 2017 Me chame Pelo Seu Nome, dirigido por Luca Guadagnino e vencedor do Oscar de Melhor Roteiro Adaptado.
Em 2019, Rodrigo produziu o filme brasileiro A Vida Invisível, vencedor do prêmio Un Certain Regard no Festival de Cannes e The Lighthouse, vencedor do Prêmio FIPRESCI no mesmo festival. Também lançou os filmes The Wasp Network e Ad Astra, ambos selecionados para estrear no festival de Veneza.
Em 2025, tornou-se o primeiro produtor brasileiro a ser indicado ao Oscar de Melhor Filme por Ainda Estou Aqui, já que ele não constou entre os produtores elegíveis quando Me Chame Pelo Seu Nome concorreu.

## Biografia
Iniciou a carreira nos anos 1990 através da aquisição de direitos autorais de livros. No início dos anos 2000, encomendou a coleção de livros Camisa 13, em que autores como Nelson Motta, Washington Olivetto e Ruy Castro escreveram cada um uma obra sobre o time de seu coração. O livro sobre o Palmeiras se transformaria, em 2005, no filme O Casamento de Romeu e Julieta, dirigido por Bruno Barreto. Em 2006, lança com sua produtora RT Features o seu primeiro longa: O Cheiro do Ralo, adaptação dirigida por Heitor Dhalia do romance de Lourenço Mutarelli. 
Frances Ha (2012), dirigido por Noah Baumbach, foi o primeiro sucesso internacional da carreira do produtor, que nos anos seguintes se consolidaria com filmes como A Bruxa (sucesso indie de crítica e bilheteria), Mistress America e Me Chame Pelo seu Nome, que lhe rendeu uma indicação ao Oscar de melhor filme. No Brasil, também viria a produzir Alemão, Tim Maia e O Abismo Prateado.
Rodrigo é membro da Academia de Artes e Ciências Cinematográficas, além de ser sócio em uma Joint Venture com Martin Scorsese para o investimento em novos diretores. Em 2019, produziu o longa brasileiro de Karim Ainouz A Vida Invisível, escolhido para representar o Brasil no Oscar e vencedor do prêmio Un Certain Regard no festival de Cannes. Também em Cannes exibiu pela primeira vez o segundo longa metragem de Robert Eggers, The Lighthouse, vencedor do prêmio da crítica internacional FIPRESCI. Estreou no festival de Veneza os longas The Wasp Network, dirigido por Olivier Assayas e estrelado por Wagner Moura, e Ad Astra, ficção científica dirigida por James Gray e protagonizada por Brad Pitt. 

## Filmografia

### Cinema
- Ainda Estou Aqui (2024)
- Armageddon Time (2022)
- Alemão 2 (2022)
- Wasp Network (2019)
- Ad Astra (2019)
- A Vida Invisível (2019)
- The Lighthouse (2019)
- Os Ciganos da Ciambra (2017)
- Me chame pelo seu nome (2017)
- O Silêncio do Céu (2016)
- Indignação (2016)
- Love (2015)
- Mistress America (2015)
- A Bruxa (2015)
- Tim Maia (2014)
- Alemão (2014)
- Quando eu era vivo (2014)
- Frances Ha (2012)
- Heleno (2011)
- O Abismo Prateado (2011)
- O Cheiro do Ralo (2006)

### Televisão
- O Hipnotizador (2015 - 2017)
- HQ (2016)

## Prêmios e Indicações
| Ano  | Prêmio                    | Categoria       | Nomeações              | Resultado | Ref.          |
| ---- | ------------------------- | --------------- | ---------------------- | --------- | ------------- |
| 2019 | Prêmio David di Donatello | Melhor Produtor | Me Chame Pelo Seu Nome | Indicado  | [ 10 ] [ 11 ] |
| 2025 | Oscar                     | Melhor Filme    | Ainda Estou Aqui       | Indicado  | [ 12 ]        |